# Lost in Carranza
Pour plus de détails, voir Fiche technique et Distribution.
Lost in Carranza est un court-métrage documentaire franco-américain écrit et réalisé par Marin Troude. Il a été présenté en avant-première à l’American Documentary Film Festival en avril 2019.

## Synopsis
Dans la nuit du 12 octobre 2015, Pablo Carranza retombe dans la drogue dure malgré plusieurs années de sobriété et de lutte contre ses addictions. Seul dans son appartement, rongé par les remords et la culpabilité, il décide de se confesser en laissant un dernier message à son premier amour.

## Fiche technique
- Titre : Lost in Carranza
- Réalisation : Marin Troude
- Scénario : Marin Troude et Shannon Santana
- Acteur : Pablo Carranza
- Montage : Marin Troude
- Production : Hell It's Paradise, Born Wild Agency, Bon Enfant Production
- Distribution : Enibas Distribution
- Budget : 20 000 $
- Pays de production :  États-Unis,  France
- Langue originale : Anglais
- Format : couleur — 1,85:1 — son Dolby Digital / DTS
- Genre : documentaire, drame
- Durée : 22 minutes
- Date de sortie : 
  - American Documentary Film Festival : avril 2019
  - États-Unis : 26 février 2020

## Distribution
- Pablo Carranza : acteur principal

## Production
Le tournage du film s’est déroulé sur une période de dix jours en Octobre 2015 dans le quartier de Mission District à San Francisco.

## Accueil

### Accueil critique
Après sa projection presse, Pablo Maillé pour Télérama décrit le film comme « un court-métrage réussi en forme d’exutoire à ciel ouvert ». Le critique de cinéma Laurent Cambon évoque « Une expérience de cinéma proprement hallucinatoire, empreinte d’une esthétique et d’une sensibilité certaines (…) Nous assistons à la naissance d’un grand réalisateur ». Enfin, Stanislas Claude, journaliste pour le webzine Publikart considère Lost in Carranza comme : « un film court audacieux et formellement éblouissant. »

### Accueil public
Du côté des spectateurs, Lost in Carranza a obtenu la note de 3,5 étoiles sur 5 sur le site Allociné.

## Musique
Pour composer la bande originale du film, le réalisateur a collaboré avec les artistes internationaux Soko, Low Roar, Mark Kozelek et Andy Stott.

## Distinctions

### Récompenses
- Short Sweet Film Festival 2019 [6]
  - Prix du meilleur documentaire
- Redline International Film Festival 2019 [7]
  - Prix du meilleur documentaire
- Festival Mulhouse Tous Courts 2019 [8]
  - Prix Coup de Cœur du Jury
- Comète Film Festival 2019 [9]
  - Prix du meilleur court-métrage en langue étrangère

### Nominations
- American Documentary Film Festival 2019 - Film d'ouverture, sélection officielle [7]
- Beverly Hills Film Festival 2019 - Film d'ouverture, sélection officielle [7]
- Catalina Film Festival 2019 - Sélection Officielle [7]
- Atlanta Shortsfest 2019 - Sélection Officielle [10]
- Spotlight Film Awards 2019 - Sélection Officielle [11]
- Broadway International Film Festival 2019 - Film d'ouverture, Sélection Officielle[12]
- ÉCU European Independant Film Festival 2019 - Sélection Officielle [7]
- Aux Écrans Du Réel 2019 - Concours Premier Doc, Sélection Officielle [13]
- Festival International de Courts Métrages de la Côte Bleue 2019 - Sélection officielle [14]
- Festival international du film d'éducation (FIFE) 2019 - Sélection Officielle [15]
- Les Rencontres cinématographiques d'Aix-en-Provence 2019 - Hors Compétition [16]
- Burgas Film Festival 2020 - Hors Compétition [17]